# Даниел Неф
Даниел Неф (Daniel Neff), е швейцарец, общински градинар на София, създател на първите столични паркове и градини. Български поданик след 1883 г.
Бил е придворен озеленител в Румъния. През 1882 г. е доведен от Букурещ от Иван Хаджиенов, кметувал в София от октомври 1881 г. до април 1883 г.
Даниел Неф прави първия план на Княз-Борисовата градина през 1882 г. и я стопанисва от 1884 г. до 1890 г. Озеленява пустинните улици на София.

## Памет
На Даниел Неф е наречена улица в София (Карта).